# Carvalho (Penacova)
Carvalho es una freguesia portuguesa del concelho de Penacova, con 31,90 km² de superficie y 977 habitantes (2001). Su densidad de población es de 30,6 hab/km².